# 工藤哲巳

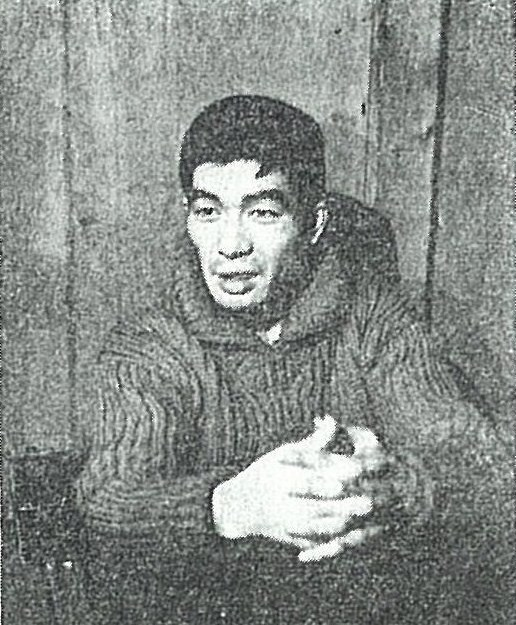
工藤哲巳

工藤哲巳（くどう　てつみ、1935年2月23日 - 1990年11月12日）は、日本の現代美術家。大阪に生まれ、、少年期を父の出身地青森で暮らし、1945年に父が早世した後、母の郷里岡山で高校までを過ごした。本名は工藤哲美。
祖父は青森県長橋村村長、父は画家の工藤正義。岡山県立岡山操山高等学校在学中に小磯良平に師事。東京藝術大学では林武に師事した。その在学中から、東京都美術館で開催されていた読売アンデパンダン展に出展し注目を浴びた。東野芳明は1960年（第12回展）に出展された工藤の『X型基本体に於ける増殖性連鎖反応』を評し最初に「反芸術」の語を用いている。
1958年、東京藝術大学油画科を卒業。1962年、渡欧、パリを中心にヨーロッパ各地で活動。1987年、帰国、東京芸術大学教授に就任。1990年11月12日、結腸癌のため東京都千代田区の三楽病院で死去。

## パブリックコレクション
- 「あなたの肖像」 - 千葉市美術館[4]